# Фейрвуд (округ Кінг, Вашингтон)
Фейрвуд (англ. Fairwood) — переписна місцевість (CDP) в США, в окрузі Кінг штату Вашингтон. Населення — 19 396 осіб (2020).

## Географія
Фейрвуд розташований за координатами 47°26′49″ пн. ш. 122°8′37″ зх. д. / 47.44694° пн. ш. 122.14361° зх. д. (47.447062, -122.143586).  За даними Бюро перепису населення США в 2010 році переписна місцевість мала площу 12,60 км², уся площа — суходіл.

## Демографія
Згідно з переписом 2010 року, у селищі мешкали 19 102 особи в 7101 домогосподарстві у складі 5235 родин. Густота населення становила 1516 осіб/км².  Було 7367 помешкань (585/км²).
Расовий склад населення:
| - 65,3 % — білих - 17,6 % — азіатів - 7,4 % — чорних або афроамериканців - 0,6 % — вихідців з тихоокеанських островів - 0,5 % — корінних американців - 2,4 % — осіб інших рас |

До двох чи більше рас належало 6,3 %. Частка іспаномовних становила 6,5 % від усіх жителів.
За віковим діапазоном населення розподілялося таким чином: 24,6 % — особи молодші 18 років, 65,1 % — особи у віці 18—64 років, 10,3 % — особи у віці 65 років та старші. Медіана віку мешканця становила 38,3 року. На 100 осіб жіночої статі у селищі припадало 97,5 чоловіків;  на 100 жінок у віці від 18 років та старших — 94,1 чоловіків також старших 18 років.
Середній дохід на одне домашнє господарство  становив 103 245 доларів США (медіана — 93 490), а середній дохід на одну сім'ю — 111 983 долари (медіана — 101 947). Медіана доходів становила 72 059 доларів для чоловіків та 51 330 доларів для жінок. За межею бідності перебувало 5,4 % осіб, у тому числі 5,2 % дітей у віці до 18 років та 4,9 % осіб у віці 65 років та старших.
Цивільне працевлаштоване населення становило 10 871 осіб. Основні галузі зайнятості: освіта, охорона здоров'я та соціальна допомога — 20,1 %, виробництво — 17,2 %, роздрібна торгівля — 11,0 %, науковці, спеціалісти, менеджери — 10,6 %.